# Барулин, Михаил Михайлович

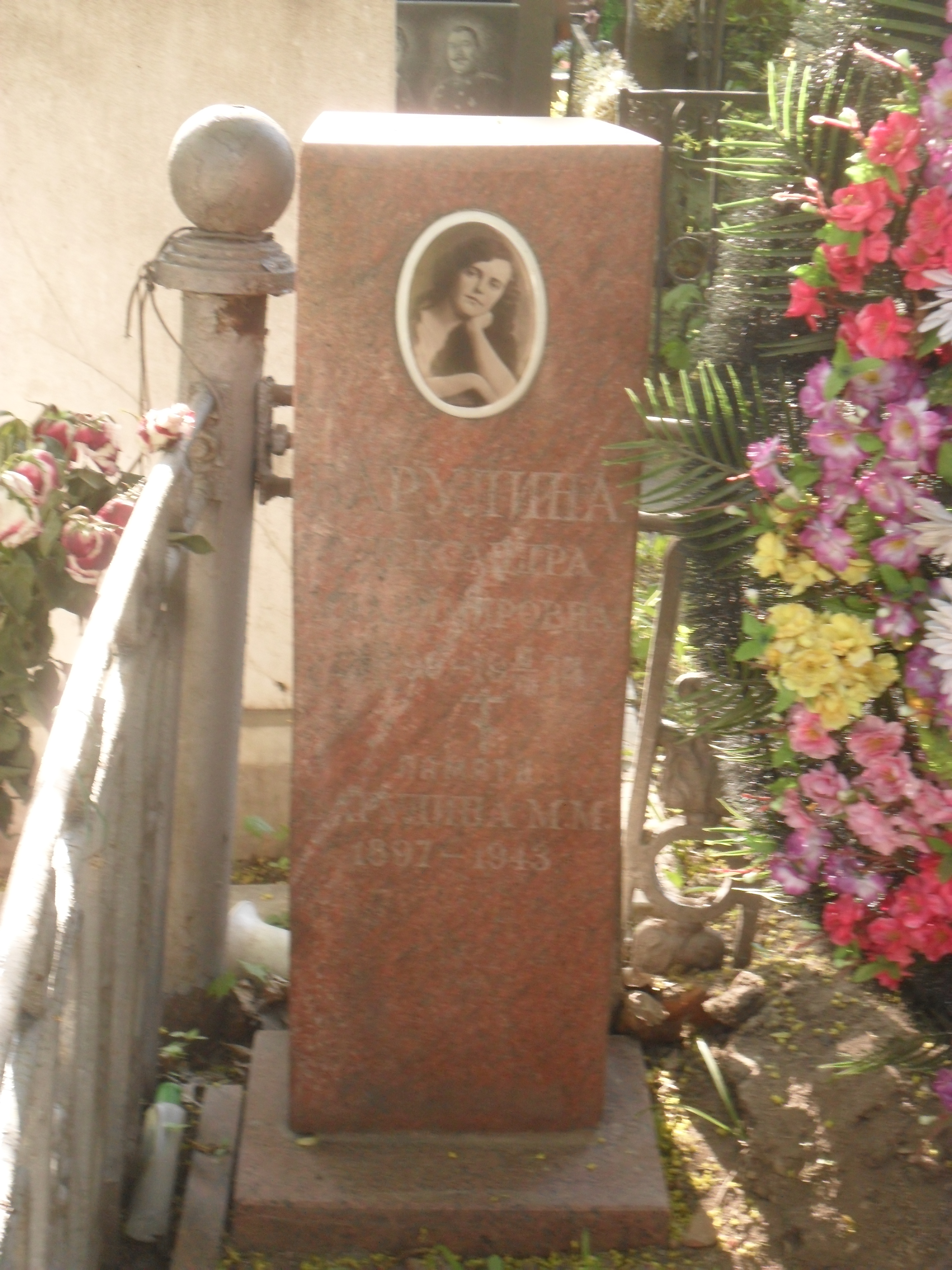
Кенотаф Барулину на Новодевичьем кладбище Москвы.

Михаил Михайлович Барулин (19 октября 1897, Москва — 23 мая 1943, там же) — советский шахматный композитор, мастер спорта СССР (1934), инженер-химик, журналист, редактор отделов задач газеты «64» (1935—1941) и журнала «Шахматы в СССР» (1938—1941). Секретарь Центральной комиссии по шахматной композиции при Всесоюзной шахматной секции (1932—1941).
С 1923 составил 250 задач, преимущественно двухходовки.
Открыл ряд новых тем, которые способствовали развитию двухходовки: белые комбинации (1927), защита из группы линейных тем, носящая имя Барулина, комбинации в попытках на матующем ходу (1930) и другие.
Необоснованно репрессирован, реабилитирован посмертно.

## Задачи
|   | a | b | c | d | e | f | g | h |   |
| - | --- | --- | --- | --- | --- | --- | --- | --- | - |
| 8 | b8 белый ферзь · d8 белая ладья · h8 белый слон · a7 чёрный конь · f7 белый король · h7 белый слон · f6 чёрный конь · a5 чёрная пешка · c5 чёрная пешка · f5 белый конь · b4 белый конь · c4 чёрный король · a3 белая пешка · h3 белая ладья · a2 чёрный слон | b8 белый ферзь · d8 белая ладья · h8 белый слон · a7 чёрный конь · f7 белый король · h7 белый слон · f6 чёрный конь · a5 чёрная пешка · c5 чёрная пешка · f5 белый конь · b4 белый конь · c4 чёрный король · a3 белая пешка · h3 белая ладья · a2 чёрный слон | b8 белый ферзь · d8 белая ладья · h8 белый слон · a7 чёрный конь · f7 белый король · h7 белый слон · f6 чёрный конь · a5 чёрная пешка · c5 чёрная пешка · f5 белый конь · b4 белый конь · c4 чёрный король · a3 белая пешка · h3 белая ладья · a2 чёрный слон | b8 белый ферзь · d8 белая ладья · h8 белый слон · a7 чёрный конь · f7 белый король · h7 белый слон · f6 чёрный конь · a5 чёрная пешка · c5 чёрная пешка · f5 белый конь · b4 белый конь · c4 чёрный король · a3 белая пешка · h3 белая ладья · a2 чёрный слон | b8 белый ферзь · d8 белая ладья · h8 белый слон · a7 чёрный конь · f7 белый король · h7 белый слон · f6 чёрный конь · a5 чёрная пешка · c5 чёрная пешка · f5 белый конь · b4 белый конь · c4 чёрный король · a3 белая пешка · h3 белая ладья · a2 чёрный слон | b8 белый ферзь · d8 белая ладья · h8 белый слон · a7 чёрный конь · f7 белый король · h7 белый слон · f6 чёрный конь · a5 чёрная пешка · c5 чёрная пешка · f5 белый конь · b4 белый конь · c4 чёрный король · a3 белая пешка · h3 белая ладья · a2 чёрный слон | b8 белый ферзь · d8 белая ладья · h8 белый слон · a7 чёрный конь · f7 белый король · h7 белый слон · f6 чёрный конь · a5 чёрная пешка · c5 чёрная пешка · f5 белый конь · b4 белый конь · c4 чёрный король · a3 белая пешка · h3 белая ладья · a2 чёрный слон | b8 белый ферзь · d8 белая ладья · h8 белый слон · a7 чёрный конь · f7 белый король · h7 белый слон · f6 чёрный конь · a5 чёрная пешка · c5 чёрная пешка · f5 белый конь · b4 белый конь · c4 чёрный король · a3 белая пешка · h3 белая ладья · a2 чёрный слон | 8 |
| 7 | b8 белый ферзь · d8 белая ладья · h8 белый слон · a7 чёрный конь · f7 белый король · h7 белый слон · f6 чёрный конь · a5 чёрная пешка · c5 чёрная пешка · f5 белый конь · b4 белый конь · c4 чёрный король · a3 белая пешка · h3 белая ладья · a2 чёрный слон | b8 белый ферзь · d8 белая ладья · h8 белый слон · a7 чёрный конь · f7 белый король · h7 белый слон · f6 чёрный конь · a5 чёрная пешка · c5 чёрная пешка · f5 белый конь · b4 белый конь · c4 чёрный король · a3 белая пешка · h3 белая ладья · a2 чёрный слон | b8 белый ферзь · d8 белая ладья · h8 белый слон · a7 чёрный конь · f7 белый король · h7 белый слон · f6 чёрный конь · a5 чёрная пешка · c5 чёрная пешка · f5 белый конь · b4 белый конь · c4 чёрный король · a3 белая пешка · h3 белая ладья · a2 чёрный слон | b8 белый ферзь · d8 белая ладья · h8 белый слон · a7 чёрный конь · f7 белый король · h7 белый слон · f6 чёрный конь · a5 чёрная пешка · c5 чёрная пешка · f5 белый конь · b4 белый конь · c4 чёрный король · a3 белая пешка · h3 белая ладья · a2 чёрный слон | b8 белый ферзь · d8 белая ладья · h8 белый слон · a7 чёрный конь · f7 белый король · h7 белый слон · f6 чёрный конь · a5 чёрная пешка · c5 чёрная пешка · f5 белый конь · b4 белый конь · c4 чёрный король · a3 белая пешка · h3 белая ладья · a2 чёрный слон | b8 белый ферзь · d8 белая ладья · h8 белый слон · a7 чёрный конь · f7 белый король · h7 белый слон · f6 чёрный конь · a5 чёрная пешка · c5 чёрная пешка · f5 белый конь · b4 белый конь · c4 чёрный король · a3 белая пешка · h3 белая ладья · a2 чёрный слон | b8 белый ферзь · d8 белая ладья · h8 белый слон · a7 чёрный конь · f7 белый король · h7 белый слон · f6 чёрный конь · a5 чёрная пешка · c5 чёрная пешка · f5 белый конь · b4 белый конь · c4 чёрный король · a3 белая пешка · h3 белая ладья · a2 чёрный слон | b8 белый ферзь · d8 белая ладья · h8 белый слон · a7 чёрный конь · f7 белый король · h7 белый слон · f6 чёрный конь · a5 чёрная пешка · c5 чёрная пешка · f5 белый конь · b4 белый конь · c4 чёрный король · a3 белая пешка · h3 белая ладья · a2 чёрный слон | 7 |
| 6 | b8 белый ферзь · d8 белая ладья · h8 белый слон · a7 чёрный конь · f7 белый король · h7 белый слон · f6 чёрный конь · a5 чёрная пешка · c5 чёрная пешка · f5 белый конь · b4 белый конь · c4 чёрный король · a3 белая пешка · h3 белая ладья · a2 чёрный слон | b8 белый ферзь · d8 белая ладья · h8 белый слон · a7 чёрный конь · f7 белый король · h7 белый слон · f6 чёрный конь · a5 чёрная пешка · c5 чёрная пешка · f5 белый конь · b4 белый конь · c4 чёрный король · a3 белая пешка · h3 белая ладья · a2 чёрный слон | b8 белый ферзь · d8 белая ладья · h8 белый слон · a7 чёрный конь · f7 белый король · h7 белый слон · f6 чёрный конь · a5 чёрная пешка · c5 чёрная пешка · f5 белый конь · b4 белый конь · c4 чёрный король · a3 белая пешка · h3 белая ладья · a2 чёрный слон | b8 белый ферзь · d8 белая ладья · h8 белый слон · a7 чёрный конь · f7 белый король · h7 белый слон · f6 чёрный конь · a5 чёрная пешка · c5 чёрная пешка · f5 белый конь · b4 белый конь · c4 чёрный король · a3 белая пешка · h3 белая ладья · a2 чёрный слон | b8 белый ферзь · d8 белая ладья · h8 белый слон · a7 чёрный конь · f7 белый король · h7 белый слон · f6 чёрный конь · a5 чёрная пешка · c5 чёрная пешка · f5 белый конь · b4 белый конь · c4 чёрный король · a3 белая пешка · h3 белая ладья · a2 чёрный слон | b8 белый ферзь · d8 белая ладья · h8 белый слон · a7 чёрный конь · f7 белый король · h7 белый слон · f6 чёрный конь · a5 чёрная пешка · c5 чёрная пешка · f5 белый конь · b4 белый конь · c4 чёрный король · a3 белая пешка · h3 белая ладья · a2 чёрный слон | b8 белый ферзь · d8 белая ладья · h8 белый слон · a7 чёрный конь · f7 белый король · h7 белый слон · f6 чёрный конь · a5 чёрная пешка · c5 чёрная пешка · f5 белый конь · b4 белый конь · c4 чёрный король · a3 белая пешка · h3 белая ладья · a2 чёрный слон | b8 белый ферзь · d8 белая ладья · h8 белый слон · a7 чёрный конь · f7 белый король · h7 белый слон · f6 чёрный конь · a5 чёрная пешка · c5 чёрная пешка · f5 белый конь · b4 белый конь · c4 чёрный король · a3 белая пешка · h3 белая ладья · a2 чёрный слон | 6 |
| 5 | b8 белый ферзь · d8 белая ладья · h8 белый слон · a7 чёрный конь · f7 белый король · h7 белый слон · f6 чёрный конь · a5 чёрная пешка · c5 чёрная пешка · f5 белый конь · b4 белый конь · c4 чёрный король · a3 белая пешка · h3 белая ладья · a2 чёрный слон | b8 белый ферзь · d8 белая ладья · h8 белый слон · a7 чёрный конь · f7 белый король · h7 белый слон · f6 чёрный конь · a5 чёрная пешка · c5 чёрная пешка · f5 белый конь · b4 белый конь · c4 чёрный король · a3 белая пешка · h3 белая ладья · a2 чёрный слон | b8 белый ферзь · d8 белая ладья · h8 белый слон · a7 чёрный конь · f7 белый король · h7 белый слон · f6 чёрный конь · a5 чёрная пешка · c5 чёрная пешка · f5 белый конь · b4 белый конь · c4 чёрный король · a3 белая пешка · h3 белая ладья · a2 чёрный слон | b8 белый ферзь · d8 белая ладья · h8 белый слон · a7 чёрный конь · f7 белый король · h7 белый слон · f6 чёрный конь · a5 чёрная пешка · c5 чёрная пешка · f5 белый конь · b4 белый конь · c4 чёрный король · a3 белая пешка · h3 белая ладья · a2 чёрный слон | b8 белый ферзь · d8 белая ладья · h8 белый слон · a7 чёрный конь · f7 белый король · h7 белый слон · f6 чёрный конь · a5 чёрная пешка · c5 чёрная пешка · f5 белый конь · b4 белый конь · c4 чёрный король · a3 белая пешка · h3 белая ладья · a2 чёрный слон | b8 белый ферзь · d8 белая ладья · h8 белый слон · a7 чёрный конь · f7 белый король · h7 белый слон · f6 чёрный конь · a5 чёрная пешка · c5 чёрная пешка · f5 белый конь · b4 белый конь · c4 чёрный король · a3 белая пешка · h3 белая ладья · a2 чёрный слон | b8 белый ферзь · d8 белая ладья · h8 белый слон · a7 чёрный конь · f7 белый король · h7 белый слон · f6 чёрный конь · a5 чёрная пешка · c5 чёрная пешка · f5 белый конь · b4 белый конь · c4 чёрный король · a3 белая пешка · h3 белая ладья · a2 чёрный слон | b8 белый ферзь · d8 белая ладья · h8 белый слон · a7 чёрный конь · f7 белый король · h7 белый слон · f6 чёрный конь · a5 чёрная пешка · c5 чёрная пешка · f5 белый конь · b4 белый конь · c4 чёрный король · a3 белая пешка · h3 белая ладья · a2 чёрный слон | 5 |
| 4 | b8 белый ферзь · d8 белая ладья · h8 белый слон · a7 чёрный конь · f7 белый король · h7 белый слон · f6 чёрный конь · a5 чёрная пешка · c5 чёрная пешка · f5 белый конь · b4 белый конь · c4 чёрный король · a3 белая пешка · h3 белая ладья · a2 чёрный слон | b8 белый ферзь · d8 белая ладья · h8 белый слон · a7 чёрный конь · f7 белый король · h7 белый слон · f6 чёрный конь · a5 чёрная пешка · c5 чёрная пешка · f5 белый конь · b4 белый конь · c4 чёрный король · a3 белая пешка · h3 белая ладья · a2 чёрный слон | b8 белый ферзь · d8 белая ладья · h8 белый слон · a7 чёрный конь · f7 белый король · h7 белый слон · f6 чёрный конь · a5 чёрная пешка · c5 чёрная пешка · f5 белый конь · b4 белый конь · c4 чёрный король · a3 белая пешка · h3 белая ладья · a2 чёрный слон | b8 белый ферзь · d8 белая ладья · h8 белый слон · a7 чёрный конь · f7 белый король · h7 белый слон · f6 чёрный конь · a5 чёрная пешка · c5 чёрная пешка · f5 белый конь · b4 белый конь · c4 чёрный король · a3 белая пешка · h3 белая ладья · a2 чёрный слон | b8 белый ферзь · d8 белая ладья · h8 белый слон · a7 чёрный конь · f7 белый король · h7 белый слон · f6 чёрный конь · a5 чёрная пешка · c5 чёрная пешка · f5 белый конь · b4 белый конь · c4 чёрный король · a3 белая пешка · h3 белая ладья · a2 чёрный слон | b8 белый ферзь · d8 белая ладья · h8 белый слон · a7 чёрный конь · f7 белый король · h7 белый слон · f6 чёрный конь · a5 чёрная пешка · c5 чёрная пешка · f5 белый конь · b4 белый конь · c4 чёрный король · a3 белая пешка · h3 белая ладья · a2 чёрный слон | b8 белый ферзь · d8 белая ладья · h8 белый слон · a7 чёрный конь · f7 белый король · h7 белый слон · f6 чёрный конь · a5 чёрная пешка · c5 чёрная пешка · f5 белый конь · b4 белый конь · c4 чёрный король · a3 белая пешка · h3 белая ладья · a2 чёрный слон | b8 белый ферзь · d8 белая ладья · h8 белый слон · a7 чёрный конь · f7 белый король · h7 белый слон · f6 чёрный конь · a5 чёрная пешка · c5 чёрная пешка · f5 белый конь · b4 белый конь · c4 чёрный король · a3 белая пешка · h3 белая ладья · a2 чёрный слон | 4 |
| 3 | b8 белый ферзь · d8 белая ладья · h8 белый слон · a7 чёрный конь · f7 белый король · h7 белый слон · f6 чёрный конь · a5 чёрная пешка · c5 чёрная пешка · f5 белый конь · b4 белый конь · c4 чёрный король · a3 белая пешка · h3 белая ладья · a2 чёрный слон | b8 белый ферзь · d8 белая ладья · h8 белый слон · a7 чёрный конь · f7 белый король · h7 белый слон · f6 чёрный конь · a5 чёрная пешка · c5 чёрная пешка · f5 белый конь · b4 белый конь · c4 чёрный король · a3 белая пешка · h3 белая ладья · a2 чёрный слон | b8 белый ферзь · d8 белая ладья · h8 белый слон · a7 чёрный конь · f7 белый король · h7 белый слон · f6 чёрный конь · a5 чёрная пешка · c5 чёрная пешка · f5 белый конь · b4 белый конь · c4 чёрный король · a3 белая пешка · h3 белая ладья · a2 чёрный слон | b8 белый ферзь · d8 белая ладья · h8 белый слон · a7 чёрный конь · f7 белый король · h7 белый слон · f6 чёрный конь · a5 чёрная пешка · c5 чёрная пешка · f5 белый конь · b4 белый конь · c4 чёрный король · a3 белая пешка · h3 белая ладья · a2 чёрный слон | b8 белый ферзь · d8 белая ладья · h8 белый слон · a7 чёрный конь · f7 белый король · h7 белый слон · f6 чёрный конь · a5 чёрная пешка · c5 чёрная пешка · f5 белый конь · b4 белый конь · c4 чёрный король · a3 белая пешка · h3 белая ладья · a2 чёрный слон | b8 белый ферзь · d8 белая ладья · h8 белый слон · a7 чёрный конь · f7 белый король · h7 белый слон · f6 чёрный конь · a5 чёрная пешка · c5 чёрная пешка · f5 белый конь · b4 белый конь · c4 чёрный король · a3 белая пешка · h3 белая ладья · a2 чёрный слон | b8 белый ферзь · d8 белая ладья · h8 белый слон · a7 чёрный конь · f7 белый король · h7 белый слон · f6 чёрный конь · a5 чёрная пешка · c5 чёрная пешка · f5 белый конь · b4 белый конь · c4 чёрный король · a3 белая пешка · h3 белая ладья · a2 чёрный слон | b8 белый ферзь · d8 белая ладья · h8 белый слон · a7 чёрный конь · f7 белый король · h7 белый слон · f6 чёрный конь · a5 чёрная пешка · c5 чёрная пешка · f5 белый конь · b4 белый конь · c4 чёрный король · a3 белая пешка · h3 белая ладья · a2 чёрный слон | 3 |
| 2 | b8 белый ферзь · d8 белая ладья · h8 белый слон · a7 чёрный конь · f7 белый король · h7 белый слон · f6 чёрный конь · a5 чёрная пешка · c5 чёрная пешка · f5 белый конь · b4 белый конь · c4 чёрный король · a3 белая пешка · h3 белая ладья · a2 чёрный слон | b8 белый ферзь · d8 белая ладья · h8 белый слон · a7 чёрный конь · f7 белый король · h7 белый слон · f6 чёрный конь · a5 чёрная пешка · c5 чёрная пешка · f5 белый конь · b4 белый конь · c4 чёрный король · a3 белая пешка · h3 белая ладья · a2 чёрный слон | b8 белый ферзь · d8 белая ладья · h8 белый слон · a7 чёрный конь · f7 белый король · h7 белый слон · f6 чёрный конь · a5 чёрная пешка · c5 чёрная пешка · f5 белый конь · b4 белый конь · c4 чёрный король · a3 белая пешка · h3 белая ладья · a2 чёрный слон | b8 белый ферзь · d8 белая ладья · h8 белый слон · a7 чёрный конь · f7 белый король · h7 белый слон · f6 чёрный конь · a5 чёрная пешка · c5 чёрная пешка · f5 белый конь · b4 белый конь · c4 чёрный король · a3 белая пешка · h3 белая ладья · a2 чёрный слон | b8 белый ферзь · d8 белая ладья · h8 белый слон · a7 чёрный конь · f7 белый король · h7 белый слон · f6 чёрный конь · a5 чёрная пешка · c5 чёрная пешка · f5 белый конь · b4 белый конь · c4 чёрный король · a3 белая пешка · h3 белая ладья · a2 чёрный слон | b8 белый ферзь · d8 белая ладья · h8 белый слон · a7 чёрный конь · f7 белый король · h7 белый слон · f6 чёрный конь · a5 чёрная пешка · c5 чёрная пешка · f5 белый конь · b4 белый конь · c4 чёрный король · a3 белая пешка · h3 белая ладья · a2 чёрный слон | b8 белый ферзь · d8 белая ладья · h8 белый слон · a7 чёрный конь · f7 белый король · h7 белый слон · f6 чёрный конь · a5 чёрная пешка · c5 чёрная пешка · f5 белый конь · b4 белый конь · c4 чёрный король · a3 белая пешка · h3 белая ладья · a2 чёрный слон | b8 белый ферзь · d8 белая ладья · h8 белый слон · a7 чёрный конь · f7 белый король · h7 белый слон · f6 чёрный конь · a5 чёрная пешка · c5 чёрная пешка · f5 белый конь · b4 белый конь · c4 чёрный король · a3 белая пешка · h3 белая ладья · a2 чёрный слон | 2 |
| 1 | b8 белый ферзь · d8 белая ладья · h8 белый слон · a7 чёрный конь · f7 белый король · h7 белый слон · f6 чёрный конь · a5 чёрная пешка · c5 чёрная пешка · f5 белый конь · b4 белый конь · c4 чёрный король · a3 белая пешка · h3 белая ладья · a2 чёрный слон | b8 белый ферзь · d8 белая ладья · h8 белый слон · a7 чёрный конь · f7 белый король · h7 белый слон · f6 чёрный конь · a5 чёрная пешка · c5 чёрная пешка · f5 белый конь · b4 белый конь · c4 чёрный король · a3 белая пешка · h3 белая ладья · a2 чёрный слон | b8 белый ферзь · d8 белая ладья · h8 белый слон · a7 чёрный конь · f7 белый король · h7 белый слон · f6 чёрный конь · a5 чёрная пешка · c5 чёрная пешка · f5 белый конь · b4 белый конь · c4 чёрный король · a3 белая пешка · h3 белая ладья · a2 чёрный слон | b8 белый ферзь · d8 белая ладья · h8 белый слон · a7 чёрный конь · f7 белый король · h7 белый слон · f6 чёрный конь · a5 чёрная пешка · c5 чёрная пешка · f5 белый конь · b4 белый конь · c4 чёрный король · a3 белая пешка · h3 белая ладья · a2 чёрный слон | b8 белый ферзь · d8 белая ладья · h8 белый слон · a7 чёрный конь · f7 белый король · h7 белый слон · f6 чёрный конь · a5 чёрная пешка · c5 чёрная пешка · f5 белый конь · b4 белый конь · c4 чёрный король · a3 белая пешка · h3 белая ладья · a2 чёрный слон | b8 белый ферзь · d8 белая ладья · h8 белый слон · a7 чёрный конь · f7 белый король · h7 белый слон · f6 чёрный конь · a5 чёрная пешка · c5 чёрная пешка · f5 белый конь · b4 белый конь · c4 чёрный король · a3 белая пешка · h3 белая ладья · a2 чёрный слон | b8 белый ферзь · d8 белая ладья · h8 белый слон · a7 чёрный конь · f7 белый король · h7 белый слон · f6 чёрный конь · a5 чёрная пешка · c5 чёрная пешка · f5 белый конь · b4 белый конь · c4 чёрный король · a3 белая пешка · h3 белая ладья · a2 чёрный слон | b8 белый ферзь · d8 белая ладья · h8 белый слон · a7 чёрный конь · f7 белый король · h7 белый слон · f6 чёрный конь · a5 чёрная пешка · c5 чёрная пешка · f5 белый конь · b4 белый конь · c4 чёрный король · a3 белая пешка · h3 белая ладья · a2 чёрный слон | 1 |
|   | a | b | c | d | e | f | g | h |   |

1.Кd5! (~ 2.Лc3#) 

1. … Кd7 2.Кfe3# (2.Кde3+? Крd3!) 

1. … Кe4 2.Кde3# (2.Кfe3+? Крd3!) 

1. … К:d5 2.Кd6# 

1. … Кb5 2.Кb6#

## Книги
- 300 шахматных задач, Л. — М., 1933 (соавтор).